# Wappen der Stadt Zeulenroda-Triebes
Das Wappen der Stadt Zeulenroda-Triebes ist ein Hoheitszeichen der Stadt Zeulenroda-Triebes im Landkreis Greiz im thüringischen Vogtland.

## Blasonierung
Die Blasonierung ist in § 2 der Hauptsatzung geregelt und lautet wie folgt:

„In schwarz einen aus einer silbernen Zinnenmauer wachsenden herausschauenden, rot gekrönten und bewehrten goldenen Löwen; die Zinnenmauer belegt mit einem goldenen Schildchen, darin ein hervorbrechende schwarze, rot bewehrte Löwenpranke, die ein nach rechts verschobenes Passionskreuz aus vier in der Mitte verflochtenen Juteschnüren hält.“

Damit sind im Wappen gleich zwei Motive die einen Verweis auf den vogtländischen Löwe darstellen.

## Geschichte
Das Stadtwappen Zeulenroda-Triebes’ wurde nach der Fusion der ehemals eigenständigen Städte Zeulenroda und Triebes am 1. Februar 2006 eingeführt. Das Wappen Triebes’ wurde dabei als Schildchen in das Wappen Zeulenrodas integriert, wobei die Prankenstellung des Zeulenrodaer Löwen ebenfalls leicht verändert wurde.
Die Stadt hat eine eigene Satzung, die die Benutzung des Wappens regelt.

## Flagge und Dienstsiegel
Die Stadtflagge ist Gold-Schwarz-Rot mit aufgelegtem Stadtwappen.
Das Dienstsiegel zeigt das Wappen mit der bogenförmigen Umschrift „Thüringen“ (oben) und „Stadt Zeulenroda-Triebes“ (unten).

## Belege
1. ↑  Stadt Zeulenroda-Triebes - Wappen. Abgerufen am 27. September 2023.
2. ↑  Stadt Zeulenroda-Triebes: Hauptsatzung der Stadt Zeulenroda-Triebes. 2. Dezember 2019, abgerufen am 27. September 2023.
3. ↑  § 2 (4) der Hauptsatzung
4. ↑  § 2 (2) der Hauptsatzung
5. ↑  § 2 (3) der Hauptsatzung